# Joseph Joachim Bonvié
Joseph Joachim Bonvié est un homme politique français né le 26 juillet 1770 à Chaumont-la-Ville (Haute-Marne) et décédé le 14 novembre 1847 à Vaucouleurs (Meuse).

## Biographie
Négociant, il est député du Nord en 1815, pendant les Cent-Jours. Il est ensuite maire de Vaucouleurs et conseiller général de la Meuse de 1830 à 1847.

## Sources
- Ressource relative à la vie publique :   - Base Sycomore
- « Joseph Joachim Bonvié », dans Adolphe Robert et Gaston Cougny, Dictionnaire des parlementaires français, Edgar Bourloton, 1889-1891 [détail de l’édition]